# Dick Fitzgerald
Richard "Dick" Fitzgerald (18 de noviembre de 1920-Montauk, Nueva York, 13 de abril de 1968) fue un jugador y entrenador de baloncesto estadounidense que disputó dos temporadas en la BAA y el resto de su carrera en la ABL. Con 1,88 metros de estatura, jugaba en la posición de alero. Como entrenador, ejerció como interino durante tres partidos con los Toronto Huskies. Era hermano del también jugador profesional Bob Fitzgerald.

## Trayectoria deportiva

### Universidad
Su andadura universitaria transcurrió en los Rams de la Universidad Fordham.

### Profesional
En 1942 fichó por los Trenton Tigers de la ABL, donde jugó dos temporadas en las que promedió 7,4 y 5,5 puntos por partido. En 1944 fichó por los New York Gothams, donde promedió 6,3 puntos, regresando al año siguiente a los Tigers, para promediar 7,1 puntos.
En 1946 ficha por los Toronto Huskies de la recién creada BAA, donde coincidiría con su hermano Bob. Allí jugó una temporada en la que promedió 4,6 puntos por partido, y en la que llegó a ejercer de jugador-entrenador en tres partidos. al año siguiente jugó un partido con los Providence Steamrollers, retirándose en los Lancaster Red Roses.

#### Estadísticas en la BAA

##### Temporada regular
| Temporada | Edad | Equipo                  | Liga | P  | TIT | MIN | TC  | TCA | %TC  | 3P | 3PA | %3P | TL  | TLA | %TL  | R.OF. | R.DEF. | REB | ASIS | ROB | TAP | PER | FP  | PTS |
| 1946-47   | 26   | Toronto Huskies         | BAA  | 60 |     |     | 2.0 | 8.3 | .238 |    |     |     | 0.7 | 1.0 | .683 |       |        |     | 0.7  |     |     |     | 1.5 | 4.6 |
| 1947-48   | 27   | Providence Steamrollers | BAA  | 1  |     |     | 0.0 | 3.0 | .000 |    |     |     | 0.0 | 0.0 |      |       |        |     | 0.0  |     |     |     | 1.0 | 0.0 |
| Total     |      |                         | BAA  | 61 |     |     | 1.9 | 8.2 | .237 |    |     |     | 0.7 | 1.0 | .683 |       |        |     | 0.7  |     |     |     | 1.5 | 4.5 |